# Willem van Kemenade
Willem van Kemenade (1943 - februari 2016) was een Nederlands journalist die voor het NRC Handelsblad heeft gewerkt. Hij was voor deze krant lange tijd correspondent in China.

## Leven
Van Kemenade studeerde in de late jaren zestig geschiedenis aan de Universiteit van Nijmegen. Daar startte hij met schrijven over internationale politiek. Na in 1972 zijn kandidaats te hebben behaald studeerde hij vervolgens Chinese taal en geschiedenis aan de Universiteit van Leiden, waar hij 1975 afstudeerde. 
Na zijn afstuderen reisde hij naar Taiwan, waar hij China en Azië-correspondent voor het NRC werd. Eerst was hij gestationeerd in Hong Kong, vanaf 1989 in Peking. 
Van 1997 tot 2002 werkte hij als gasthoogleraar aan een Chinees-Europese business school.
Van 2002 tot 2010 was hij als Senior Visiting Fellow verbonden aan het instituut Clingendael, waar hij les gaf over de Chinese buitenlandse politiek. Tijdens deze periode publiceerde hij onder andere over de relaties tussen China en Japan, India en Iran.
Na 2010 werkte hij als zelfstandig auteur en als consultant voor denktanks. Hij gaf in deze periode onder andere commentaar voor de BBC en Al Jazeera. 
In februari 2016 overleed hij op 72-jarige leeftijd. 